# NGC 616
NGC 616 est constitué de deux étoiles situées dans la constellation du Triangle. L'astronome prussien Heinrich d'Arrest a enregistré la position de ces étoiles le 14 août 1863.